# Калиновка (Машевский район)
Калиновка (укр. Калинівка) — село,
Дмитровский сельский совет,
Машевский район,
Полтавская область,
Украина.
Код КОАТУУ — 5323081304. Население по переписи 2001 года составляло 310 человек.

## Географическое положение
Село Калиновка находится на левом берегу реки Тагамлык,
ниже по течению на расстоянии в 3,5 км расположен пгт Машевка,
выше по течению на расстоянии в 2 км и на противоположном берегу расположено село Сахновщина.
По селу протекает пересыхающий ручей с запрудой.
Рядом проходят автомобильная дорога Т-1712 и
железная дорога, разъезд Сухой в 1,5 км.

## История
- ? — дата основания как село Ивановка.

## Экономика
- ЧП «Калиновка».

## Объекты социальной сферы
- Клуб.